# Gerardo D'Andrea
Gerardo D'Andrea (Napoli, 10 maggio 1937 – Napoli, 2 giugno 2021) è stato un regista italiano, che, oltre ad aver curato molte regie teatrali e televisive, è stato il direttore artistico del Positano Teatro Festival per diciassette edizioni.

## Biografia
Affascinato dal teatro fin dagli studi universitari, entrò in varie compagnie della sua città. Debuttò come regista teatrale con lavori di Bertolt Brecht e Arthur Miller nel 1972, cui seguirà Aspettando Godot di Samuel Beckett l'anno dopo, interpretato da Vittorio Mezzogiorno, e Le serve di Jean Genet nel 1974. Nel 1975 iniziò la lunga collaborazione con Leopoldo Mastelloni con cui allestirà numerosi spettacoli anche all'estero.
La breve parentesi cinematografica fu con il film Nel regno di Napoli del 1978 diretto da Werner Schroeter, da lui co-sceneggiato ed interpretato nel ruolo dell'avvocato Palumbo, con Ida Di Benedetto e Antonio Orlando, presentato al Festival di Cannes, che vinse al Taormina Film Fest e al Gran Premio a Berlino. Negli anni Ottanta entrò in Rai come regista e dirigerà i programmi TG2 Bella Italia (1981-84), Incontri ravvicinati nella seconda rete nel 1985, Automia con Sandra Milo nel 1987. Negli anni Novanta, dal 1990 al 1998, realizzò la sceneggiatura e la regia delle fictions inserite nel programma di Rai Tre Mi manda Lubrano, che ebbero come protagonisti Renzo Arbore, Leo Gullotta, Lello Arena, Rosalia Maggio e tanti altri personaggi.

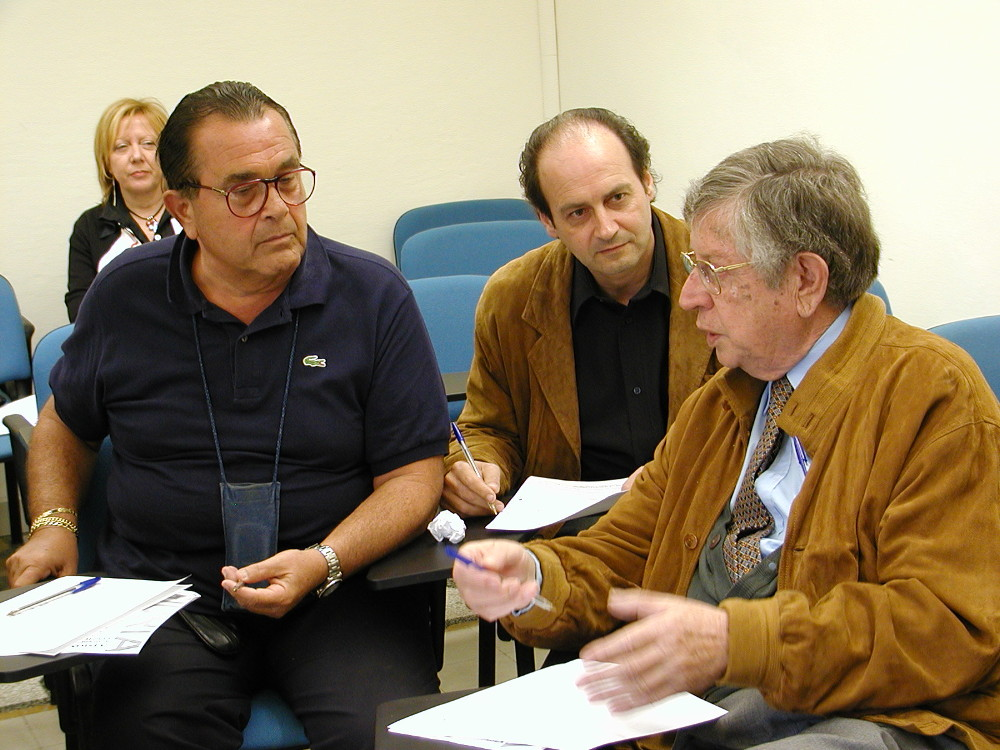
Gerardo D'Andrea, in giuria a Visionaria, con Pino Modica e Sergio Micheli, 2002

Terminata questa esperienza tornò al teatro, presentando gli spettacoli in televisione, con un cartellone denso di appuntamenti nel programma "Milleunteatro": Giorgio Albertazzi, Gabriele Lavia, Dario Fo, Franca Rame ed altri.
A partire dal 1998 fino al 2003, D'Andrea fece parte delle giurie del Film Festival Visionaria di Siena, coinvolto di volta in volta con personaggi provenienti dal cinema, dalla televisione, dal teatro, dalla musica, dall'arte tra cui Sergio Micheli, Pino Modica, Didier Baussy-Oulianoff, Roberto Escobar, Carla Simoncelli, Alessandro Benvenuti.
Nel frattempo, nel 2001, aveva dato vita a Positano, a quello che probabilmente riteneva essere il suo ambiente naturale, ciò che da sempre lo aveva attirato e lo aveva stimolato: il "Positano Teatro Festival" che ha diretto fino alla morte, mentre stava preparando la XVIII edizione. Al suo posto, in qualità di direttrice artistica è stata nominata Antonella Morea. A D'Andrea, il festival ha dedicato un Premio ai nuovi protagonisti emergenti.